# 1981 dans les chemins de fer
Chronologie des chemins de fer
1980 dans les chemins de fer - 1981 - 1982 dans les chemins de fer

## Évènements

### Février
- 26 février, France : la rame TGV Sud-Est n° 16 établit le record du monde de vitesse sur rail à 380 km/h entre Courcelles-Frémoy (Côte-d'Or) et Dyé (Yonne) sur la ligne nouvelle à grande vitesse Sud-Est.

### Septembre
- 14 septembre, France : mise en service du prolongement de la ligne B du métro de Lyon entre Part-Dieu et Jean Macé.

- 22 septembre, France : inauguration du premier tronçon de la LGV Sud-Est (Saint-Florentin-Sathonay) à Montchanin par le président de la République, François Mitterrand.

- 27 septembre, France : première mise en service commerciale de la LGV Sud-Est.

### Décembre
- 1er décembre, France : ouverture de la nouvelle gare du Mée.